# اونشت
شهر اونشت (به رومانیایی: Oneşti) در شهرستان بکو در کشور رومانی واقع شده‌است. جمعیت این شهر ۵۱٬۶۸۱ نفر  است.